# Seletracetam
Il seletracetam è un farmaco appartenente alla famiglia dei racetam. Attualmente viene utilizzato come anticonvulsivante. 
Sebbene appartenga ai racetam, che comprende molecole utilizzate per l'attività nootrope, il seletracetam non sembra tuttora dimostrare tali caratteristiche, poiché non ne sono dimostrate le capacità di migliorare le facoltà cognitive.